# Option (achat aéronautique)

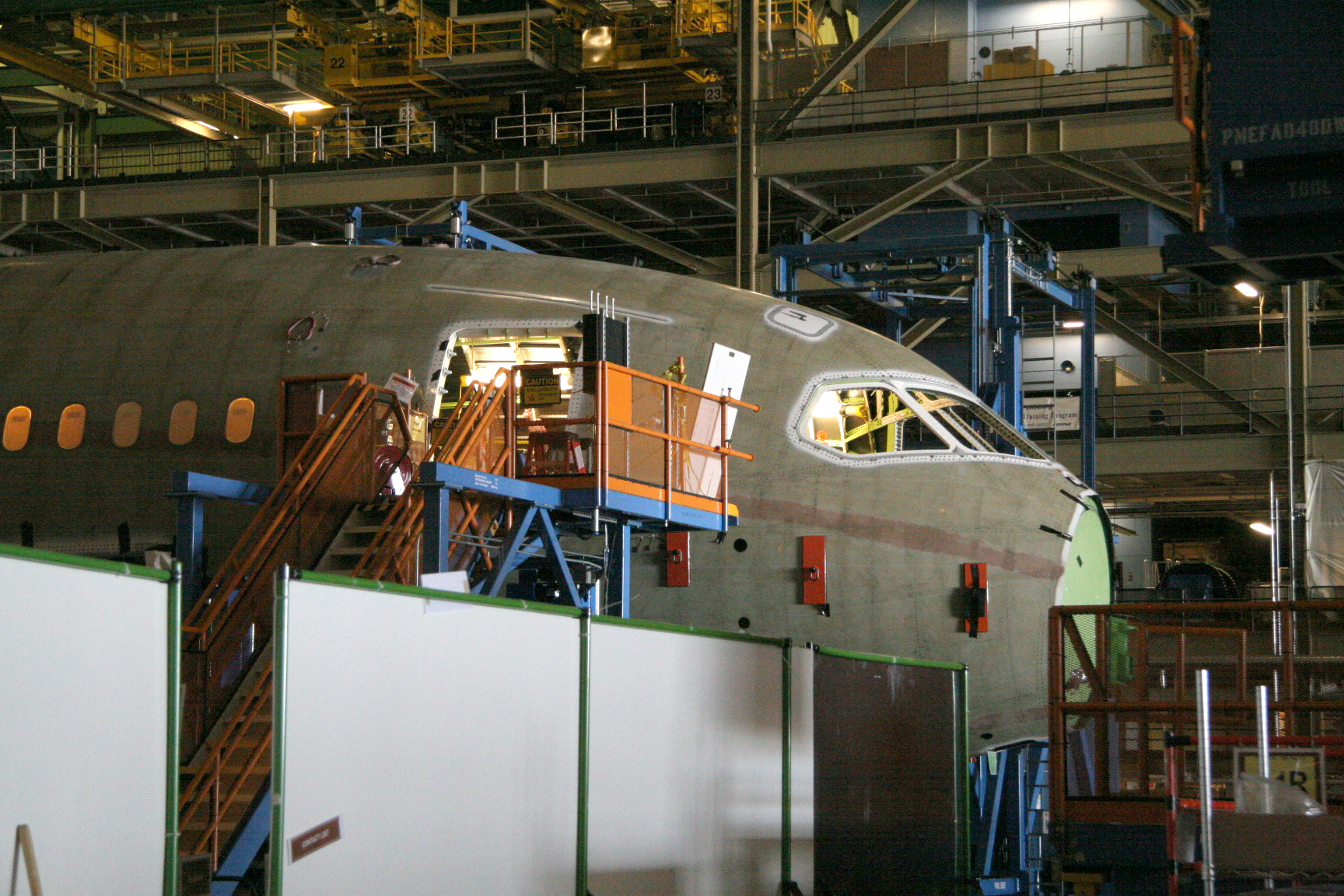
Assemblage d'un appareil à l'usine Boeing.

Une option, lors d'un achat d'un avion de ligne, permet à une compagnie aérienne d'acheter d'autres avions du même type dans l'avenir à un prix et une date convenus.
En fonction des conditions économiques, les constructeurs vendent souvent des options d'achat d'avions en dessous de la valeur réelle ou de la valeur de Livre bleu des avions (en) de l'avion.